# Lambesc
Lambesc és un municipi francès, situat al departament de les Boques del Roine i a la regió de Provença – Alps – Costa Blava. L'any 2004 tenia 7.934 habitants.

## Història
Lambesc fou una senyoria de Provença regida per diverses famílies nobles: els eldradians al segle viii, els Porcelet d'Arle (segles IX i X), i els Pontevès dels Baus fins al 1453.
El 1453 fou comprada per Renat d'Anjou i de Lorena comte de Provença als Pontevès i donada a la seva filla Iolanda i del 1453 al 1688 va pertànyer a la casa de Guisa, una branca de la casa de Lorena. Maria de Lorena (1615-1688) la va llegar per testament de 6 de febrer de 1686, al sire (senyor) d'Armagnac, gran escuder de França. La baronia estava formada per diversos llocs (La Chapusse, La Tour-de-Janet, Janet, Douau, Haut-Libran, La Font-d'Arles, Le Coussou, Les Fedons, Suès i Garandeau); el 1688 la senyoria fou elevada a principat pels Brionne branca de la casa de Lorena, que la van conservar fins a la revolució sent els prínceps Lluís d'Armagnac (+1718), el seu net Lluís (I) conegut com el príncep de Lambesc (+1743), lluís (II) de Brionne (+1761) i Carles Eugeni de Lorena (duc d'Elbeuf) que fou el darrer príncep fins a la revolució; va morir el 1825.

## Demografia
| Evolució de la població EHESS |       |       |       |       |       |       |       |       |
| 1793                          | 1800  | 1806  | 1821  | 1831  | 1836  | 1841  | 1846  | 1851  |
| 3 636                         | 4 060 | 3 800 | 3 830 | 3 898 | 3 810 | 3 587 | 4 118 | 3 747 |

| 1856  | 1861  | 1866  | 1872  | 1876  | 1881  | 1886  | 1891  | 1896  |
| ----- | ----- | ----- | ----- | ----- | ----- | ----- | ----- | ----- |
| 3 425 | 3 330 | 3 340 | 3 038 | 2 829 | 2 765 | 2 740 | 2 410 | 2 352 |

| 1901  | 1906  | 1911  | 1921  | 1926  | 1931  | 1936  | 1946  | 1954  |
| ----- | ----- | ----- | ----- | ----- | ----- | ----- | ----- | ----- |
| 2 630 | 2 369 | 2 432 | 2 022 | 2 010 | 1 992 | 1 961 | 1 967 | 2 109 |

| 1962  | 1968  | 1975  | 1982  | 1990  | 1999  | 2006 | 2011 | 2016 |
| ----- | ----- | ----- | ----- | ----- | ----- | ---- | ---- | ---- |
| 2 560 | 2 822 | 3 588 | 5 353 | 6 698 | 7 600 | -    | -    | -    |

| 2019 | - | - | - | - | - | - | - | - |
| ---- | - | - | - | - | - | - | - | - |
| -    | - | - | - | - | - | - | - | - |

## Administració
| Període   | Identitat       | Partit  |
| --------- | --------------- | ------- |
| 1947-1965 | Charles Serre   |         |
| 1965-1995 | Gilbert Pauriol | Radical |
| 1995-2008 | Bernard Ramond  | UMP     |
| 2008-     | Jacques Bucki   | PS      |